# Jazz-Museum Bix Eiben
Het Jazz-Museum Bix Eiben was van 1987 tot 2013 een museum en archief in Hamburg. Het was gewijd aan jazzmuziek uit de periode tot circa 1950.

## Collectie
Het museum had een collectie van rond 300.000 objecten, waaronder 60.000 jazzopnames van Hazen Schumacher (1927-2015), Amerikaans radiopresentator en verbonden aan de Universiteit van Michigan. Schumachers radio-uitzendingen van Jazz Revisited van 1967 tot 1997 worden sindsdien via de website herhaald, ook nog sinds het museum in 2013 de deuren sloot.
De collectie bestond voor een groot deel uit grammofoonplaten, te weten 75.000 schellakplaten (78 toeren), 60.000 elpees en andere muziekdragers variërend van cd's tot rollen voor bijvoorbeeld een pianola. Verder bevonden zich nog rond 1500 boeken en allerlei andere stukken in de collectie.

## Geschiedenis
Het museum werd in 1987 opgericht door Wilke-Jan (Bix) Eiben (geboren 1936). Het was met een modern interieur ingericht in een gebouw met twee verdiepingen in Hamburg. Het museum werd in 2013 om gezondheidsredenen gesloten. De collectie werd grotendeels verkocht aan internationale verzamelaars.